# جويل زيتو أراوجو
جويل زيتو أراوجو (بالبرتغالية: Joel Zito Araújo‏)، هُو مخرج أفلام ومُنتج سينمائي برازيلي.

## وصلات خارجية
- جويل زيتو أراوجو في قاعدة بيانات الأفلام على الإنترنت